# Rodner Figueroa
Rodner Figueroa (Caracas, 9 de abril de 1972) es un reconocido presentador de programas de televisión, diseñador de modas venezolano y ganador de un premio Emmy. Figueroa ha presentado programas en la cadena de televisión estadounidense en español Univisión, como El Gordo y La Flaca, Sal y Pimienta, y para Al Rojo Vivo de la cadena Telemundo .

## Carrera

### Univision
Dentro del programa El Gordo y La Flaca, se hizo acreedor de un premio Emmy, ganándolo un 23 de junio de 2014. Ante dicho premio, su reacción fue de mucha sorpresa, así lo detalla un artículo de la revista People en Español: 

Ahorita me está cayendo el veinte que esto es histórico. La academia nunca había incluido las categorías hispanas a nivel nacional. Es la primera vez que se entregan estos premios a nivel nacional. Éramos varios nominados. Despierta América, El Gordo y La Flaca, y como conductores estábamos nominados Lili Estefan, Carlos Calderón, Alejandra Espinoza, Patricia de CNN y yo, y yo fui el que ganó, pero este premio lo comparto con Lili y con Raúl de Molina, sin ellos y su apoyo no lo hubiera alcanzado nunca

A principios de 2015, durante un segmento sobre el trabajo del maquillador Paolo Ballesteros, Figueroa afirmó varias veces en español que Michelle Obama "parece un personaje de la película El planeta de los simios ". Sus coanfitriones se opusieron, pero Figueroa volvió a hacer la declaración. Posteriormente, Figueroa fue despedido por Univisión por el comentario racista.  Después de perder su trabajo, Figueroa se disculpó públicamente por los comentarios.

### Telemundo
En octubre de 2017, Figueroa se unió a María Celeste Arrarás en el noticiero de la cadena Telemundo Al Rojo Vivo.
El 18 de noviembre de 2022 se informó que Figueroa había salido de las filas de la televisora hispana en Estados Unidos. Rodner declaró, como se menciona en un artículo de la revista Hola, lo siguiente:

Yo salí con los mejores términos de Telemundo. Esto es un negocio, es una decisión de negocios. Pasó que nuestra relación laboral llegó a su final, no pasó absolutamente nada. Esto es solo una decisión de negocios, no pasó más nada. Yo no soy persona de chismes, yo jamás hablaré de los lugares que fueron mi hogar como lo fue Univision por 17 años, al que le guardo un cariño impresionante.

### Línea de ropa
En su cuenta de Instagram, el presentador presentó el 31 de mayo de 2021 su primer vestido de su línea de ropa. En agosto del mismo año lanzó su colección, describiéndola en una publicación bajo las siguientes palabras: 

Mi colección cápsula refleja el estilo que me gusta para las mujeres. Mis diseños son casuales pero sofisticados, sencillos pero elegantes, cómodos pero chic.

Desde entonces, Figueroa cuenta con seis colecciones de ropa, bajo los nombres: Baleares, Canaima, Nayarit, Casablanca y Cápsula. Todos ellos se encuentran disponibles en su sitio web. 

## Vida personal
Figueroa y el hombre que lo reemplazó como presentador de Sal y Pimienta, el presentador mexicano Carlos Calderón, son amigos personales. Figueroa afirmó estar contento de que Calderón lo reemplazó.  Rodner Figueroa mantiene una relación con Ernesto Mathies y reconoció públicamente su homosexualidad .